# Ritva Puotila
Ritva Soilikki Puotila, född 7 juni 1935 i Viborg, Finland, är en finländsk textildesigner.
Puotila studerade 1955 vid Konstindustriella läroverket och har egen studio sedan 1960. Hon har utfört textildesign, konsttextil och även glas för ett stort antal företag både i Finland och utomlands. Särskild framgång har hon haft med sina mattor, möbeltyger och andra textilprodukter av pappersmaterial, som tillverkats av företaget Woodnotes. Hon har även använt pappersmaterialet i unika arbeten.
Puotila har erhållit flera pris och utmärkelser, bland annat guldmedalj på triennalen i Milano 1960, Finlandspriset 1996, Kaj Franck-priset 2000, Årets textilkonstnär 2001 och Pro Finlandia-medaljen 2003. År 2004 utnämndes hon till hedersdoktor vid Lapplands universitet.
Ritva Puotila finns representerad vid Nationalmuseum i Stockholm.

### Uppslagsverk
- Puotila, Ritva i Uppslagsverket Finland (webbupplaga, 2012). CC-BY-SA 4.0